# Giro delle Fiandre 1955
Il Giro delle Fiandre 1955, trentanovesima edizione della corsa, fu disputato il 27 marzo 1955, per un percorso totale di 263 km. Fu vinto dal francese Louison Bobet, al traguardo con il tempo di 7h27'00", alla media di 35,300 km/h, davanti a Hugo Koblet e Rik Van Steenbergen.
I ciclisti che partirono da Gand furono 203; coloro che tagliarono il traguardo a Wetteren furono 47.

## Ordine d'arrivo (Top 10)
| Pos. | Corridore           | Squadra      | Tempo    |
| ---- | ------------------- | ------------ | -------- |
| 1    | Louison Bobet       | L. Bobet     | 7h27'00" |
| 2    | Hugo Koblet         | Cilo         | s.t.     |
| 3    | Rik Van Steenbergen | Elvé-Peugeot | s.t.     |
| 4    | Bernard Gauthier    | Mercier      | a 9"     |
| 5    | Karel De Baere      | Mercier      | a 22"    |
| 6    | Jean Bellay         | Mercier      | s.t.     |
| 7    | Roger Decock        | Van Hauwaert | a 28"    |
| 8    | Marcel Rijckaert    | Tebag        | a 33"    |
| 9    | Germain Derycke     | Alcyon       | s.t.     |
| 10   | Lode Anthonis       | L'Avenir     | s.t.     |